# Михаило Стошовић
Михаило Стошовић (Београд, 1971) српски је академски вајар, познат и под псеудонимом Вајар Београдски.

## Биографија
Рођен је 23. априла 1971. године у Београду, у породици са вишедеценијском традицијом у обради камена. Вајарством се професионално бави од 2007. године. Дипломирао је на Факултету Примењених Уметности у Београду у класи проф. Слободана Савића на одсеку за рестаурацију и конзервацију скулптуре. Председник вајарске секције УЛУПУДС од 2014. године. Професор вајања у Центру за ликовно образовање „Шуматовачка“.
Имао је више самосталних и учесник је више десетина групних интернационалних и домаћих изложби и симпозијума. Његови радови красе јавне просторе и приватне колекције у Србији, Русији, Израелу, Швајцарској, Словенији, Црној Гори...
Члан је УЛУС-a, УЛУПУДС-a и УО Удружења вајара Србије у статусу самосталног уметника. Живи и ради у Београду.

## Професионални рад

### Јавни радови
- Спомен обележје Драгане Марчић у Београду - „Талас вечности“, 2007
- Рестаурација и конзервација фасадне статуе „Девојка са виолином“ на кући Милутина Миланковића, 2008
- Спомен обележје сликара Драгана Кецмана у Кучеву – „Дух Хомоља“, 2009
- Полијелеј у Храму Св. Ђорђа на Бановом Брду, 2009
- „Уснули витез“ – Бела Вода код Крушевца, 2009
- Рестаурација и конзервација римског саркофага из 3. века са локалитета Sirmium, 2010
- Рестаурација и конзервација римског саркофага са локалитета Singidunum, 2010
- „Меда“ – Београд, 2012
- Спомен обележје Милоша Радовановића „Поглед“, 2013
- Рестаурација и конзервација споменика Руског Некропоља у Београду, 2014

## Значајније изложбе и награде
- 2008.

9. Бијенале минијатуре у Горњем Милановцу
Бијенале минијатуре у Смедереву
- 2009.

Колонија „Беловодска розета“
- 2010.

Изложба Конкурсних радова за споменик Јеврему Обреновићу Галерија библиотеке Шабачке (ужи избор)
„Пролећни салон“, галерија “Стара Капетанија“
- 2011.

„Пролећни салон“, галерија “Стара Капетанија“
Пет групних изложби у кући Краља Петра у организацији удружења SCASAs током 2011. године.
- 2012.

Изложба Ускршњих јаја у организацији галерије „Перо“, Београд
11. Бијенале минијатуре у Горњем Милановцу
Групна изложба у галерији „Дунав“, Београд
Прва београдска колонија галерије „Перо“
Изложба „12 вајара један излог“ у Панчеву
„Годишња изложба вајара Србије“ павиљон Цвијета Зузорић у Београду
- 2013.

Изложба Ускршњих јаја у организацији галерије „Перо“, Београд
Изложба „12 +“ у Краљеву
Изложба „12 +“ у Крушевцу
Изложба „12 +“ у Параћину
„Пролећна изложба 2013“, павиљон Цвијета Зузорић у Београду
„Годишња изложба вајара Србије“ Музеј железнице у Београду
Самостална изложба „Семе СТВАРАЊА“ у галерији „Прогрес“, Београд
„38. Сисевачка ликовна колонија“, Грза,
Изложба вајарске секције УЛУПУДС-а „Путеви и трагови“, Београд,.
„29. октобарски ликовни салон у Ковину“ , Ковин, Похвала за скулптуру „Семе Темплара“
Групна изложба фотографија радова „Creatives Rising”, Њујорк
Самостална изложба „Семе СТВАРАЊА“, Галерија Културног центра у Параћину
„Земунски салон 2013.“, галерија „Стара Капетанија“ Београд, Велика награда за скулптуру „Семе љубави“
„Минијатура“, галерија СУЛУЈ, Београд
Самостална изложба „Семе СТВАРАЊА“ , музеј „Horreum Margi - Ravno” уЋуприји
Групна изложба фотографија радова „ SCOPE Art Fair”, Мајами
Изложба „12 +“ у Панчеву
- 2014.

Изложба „12 +“, Градска галерија савремене уметности у Смедереву
Изложба „Камен у архитектури и уметности“, Уметнички центар Универзитетске библиотеке „ Светозар Марковић“, Београд
Изложба „12 +“, Галерија савремене уметности, Нови Сад
„Годишња изложба вајара Србије“, Кућа Краља Петра, Београд
12. Бијенале минијатуре у Горњем Милановцу
Изложба „12 +“, Дом Културе Чачак, Чачак
Самостална изложба „Семе“, Дом Културе Чачак, Чачак
„Годишња изложба вајара Србије“, Галерија савремене уметности, Панчево
„Јесења изложба 2014“, Павиљон Цвијета Зузорић, Београд
Годишња награда УЛУПУДС за 2013. годину.
- 2015.

47. мајска изложба УЛУПУДС, Кућа Краља Петра, Београд
„Годишња изложба вајара Србије“, Павиљон Цвијета Зузорић, Београд
30. октобарски ликовни салон у Ковину“ , Ковин
„Јесења изложба 2015“, Павиљон Цвијета Зузорић, Београд

## Критике
Мр Балша Рајчевић - вајар, историчар уметности, ликовни критичар:
Може се рећи да се Михаило Стошовић, вајар млађе генерације, готово издваја из  наше текуће вајарске продукције својим јединственим и врло суженим вајарским афинитетом. У тематско предметном смислу  његово опредељење поприма карактер фиксације. Та фиксација добија тежину искрене емоције, готово заљубљене везаности. Наиме о чему се ради...?

Основно и безмало искључиво вајарско полазиште његових скулптура су сфероидне, елипсоидне и  јајолике  форме. Међу набројаним основама облик кугле ипак преовлађује. Он, пошавши од  њих, даљим релативно слободним обликовањем ствара своју транспоновану вајарску, уметничку креацију. После свега реченог схватамо и да није случајно, већ врло осмишљено и разложно целу изложбу назвао “Семе стварања„ и то у смислу увек новог, непрекидног  рађања. А ми вероватно сви знамо да су набројани облици симболи плодности и рађања.

Кугла као праоблик и космички облик неодољиво привлачи Стошовићеву вајарску пажњу, не само својом потенцијалном виталношћу, него и савршенством и лепотом свог облика. Од Рудолфа Арнхајма, преко Павла Васића и бројни други теоретичари форме слажу се по питању те савршености. Ако размишљање о уметности поред осталог неминовно води и ка проналажењу  породичних сродности, онда нас наведени Стошовићев афинитет води ка Душану Џамоњи, Франце Ротару, Ани Бешлић, донекле и Оту Логу али уз подразумевање да вајарске форме наведених вајара имају различите проблемске и обликовне третмане. Али најдаљу сродност или порекло Стошовићевих форми можда треба видети у његовом раном периоду наглашеног афинитета за тему женског тела. У тражењу унутрашњих веза, најлогичније праисходиште је у облапорности и витализму жене. Па зар није, сетимо се, само женско тело кроз историју уметности постајало симбол рађања и плодности због визуелних и еротских својстава жене: облина седалних мишића и бокова, трбуха и дојки који су у директној асоцијативној и реминисцентној вези са сфероидним формама као симболима плода и плодности. Сетимо се само у вези овог размишљања чувене праисторијске скулптуре „Вилендорфске  Венере“. Од симбола плодности али и наглашене еротике честа тема Стошовићеве скулптуре су женске усмине. А ако се вратимо опет космичким, симболичким, али и реалним конотацијама :

Зар није и само сунце, као извор свог живота једна огромна усијана кугла?!

Према поделама и формулацијама Х. Велфлина  Михаилова скулптура припада делима затворене а не отворене форме; њене форме су заобљене,  згуснуте, затворене  у  себе, у унутрашњи простор  своје масе и волумена, њене контуре и профили  нису сасвим мирни, али и не искорачују много у спољашњи простор. Њихова гибања, таласања, браздања, извијања, набирања, увртања, надимања су углавном, осим неколико изузетака, блага и површинска. Не угрожавају већ прате кохерентност сфероидних, елипсоидних или јајастих основних маса, а главне енергетске силнице облика углавном су конвексног а не конкавног дејства. Канали, усеци и жлебови на површина мање више својим облицима и кретањем прате  тај облик основне  масе. Само две три скулптуре искачу стилски из „затвореног круга“ Стошовићевог  афинитета, као : „Уснули Витез“, „Семе Темплара“ и „Талас вечности“ који је изведен по поруџбини у јавном простору. И у њима је аутор остварио надпросечан уметничко изражајан домет.

Због наведених формалних, обликовно структуралних обележја  Михаило Стошовић ради углавном у камену, по својој природи најадекватнијем и племенитом, класичном материјалу. Поред  својстава прикладних  за обраду тих  форми, одабрани материјали поседују, углавном, велику лепоту и по себи. На списку материјала је читав низ различитог, али и сродног камена: карара статуарио, маљат,  венчац, сивац,  ропочево, височица, кастаљан, ташмајдански, прокупачки пешчар и други.

Аутор у радно стваралачком поступку увек крене од цртежа за који се не везује  строго; пусти да га камен и стваралачки инстинкт воде донекле и у другом, измењеном  правцу. Углавном  у  камену изводи брзо,  али, кад  не иде, остави  комад  да лежи недовршен, некад и годину дана, док му, гледајући га, не дође нова инспирација. Слично је и са цртежом: прво брзо скицира, па прегледајући касније скице, према одабраним ради разрађеније цртеже, који, као што смо рекли, често нису строго поштовани предлошци. Све нам показује да Стошовићев стваралачки поступак подразумева жив и  дијалектички  развојни процес.

У контексту претходног размишљања морамо да додамо да је Стошовић један од ретких примера вајара који је прво упознао комплетну природу различитих врста камена као и техничке, практичне тајне заната, јер је већ од своје тринаесте године почео да ради у дединој односно очевој каменорезачкој радионици, да би се касније даље едуковао на београдској Академији примењених уметности.

По њеним општим формалним карактеристикама и експресивним својствима Стошовићеву скулптуру можемо сврстати у светски огранак виталистичке скулптуре како га је прикладно назвао Херберт Рид у својој Историји модерне скулптуре.

## Галерија радова
- Дунавски кит
- Хлеб са 7 кора
- Месец са...
- Месечев сан
- Можда...
- Семе смирености
- Семе љубави